# Shōen
Shōen (jap. 荘園 bzw. 庄園) waren Lehens- bzw. Landgüter in Japan vom Altertum bis ins Mittelalter. Der japanische Begriff entstammt dem chinesischen Begriff der Tang-Dynastie zhuāngyuán und entspricht dem europäischen Konzept der Grundherrschaft.
Nach dem Verfall des Ritsuryō-Systems in Japan entwickelte sich ein feudales System von Landgütern. Land- oder Namensbesitzer vergaben Anteile des produzierten Ertrages (genannt shiki) an mächtigere Führer, die oft am Hof lebten, um von Steuern verschont zu werden und das chinesische Gleiche-Felder-System zu unterlaufen, wonach Land nach einer bestimmten Zeitspanne neu verteilt wurde. Während der Kamakura-Zeit entwickelte sich unter der Herrschaft der Minamoto eine Hierarchie aus Kleingrundbesitzern (名主, myōshū), Großgrundbesitzern aus Landvogten (地頭, jitō), Provinz-Militärgouverneuren (shugo) und dem Shōgun.
Mit dem Ende der Heian-Zeit waren praktisch alle japanischen Ländereien in Shōen umgewandelt. Dies sollte bis zum Ōnin-Krieg während der Sengoku-Zeit bleiben, die die Entfeudalisierung der japanischen Gesellschaft markierte.
Das Lehenssystem der darauf folgenden Edo-Zeit basierte stattdessen auf den sogenannten Han.